# Нагиев, Али Наги оглы
Али Наги оглы Нагиев (азерб. Əli Nağı oğlu Nağıyev: род. 8 ноября 1958, Нахичеванский район, Нахичеванская АССР) — азербайджанский государственный деятель, начальник Службы государственной безопасности Азербайджанской Республики, председатель Государственной комиссии по делам военнопленных, заложников и пропавших без вести граждан, заместитель министра национальной безопасности Азербайджанской Республики (2005-2011). Генерал-полковник.

## Биография
Али Нагиев родился 8 ноября 1958 года в Бабекском районе Нахичеванской Автономной Республики. В 1981 году окончил Азербайджанский педагогический институт. Трудовую деятельность начал в 1975 году.

## Карьера
После завершения в 1986 году Высших курсов КГБ СССР, Али Нагиев служил на ответственных должностях в оперативных подразделениях КГБ Азербайджанской ССР и Министерства национальной безопасности (МНБ) Азербайджанской Республики.
Распоряжением Президента Азербайджанской Республики от 16 марта 2005 года Али Нагиев был назначен первым заместителем министра национальной безопасности Азербайджанской Республики.
Распоряжением президента Азербайджанской Республики от 27 марта 2006 года, Али Нагиеву было присвоено высшее воинское звание генерал-майора. В 2011-2019 годах работал заместителем начальника Главного управления по борьбе с коррупцией при Генеральной прокуратуре Азербайджанской Республики. Распоряжением президента Азербайджанской Республики от 5 августа 2014 года Али Нагиеву было присвоено высшее специальное звание Государственного советника юстиции III класса.
Распоряжением президента Азербайджанской Республики от 20 июня 2019 года Али Нагиев был назначен начальником Службы государственной безопасности Азербайджанской Республики.
Распоряжением президента Азербайджанской Республики 27 июня 2019 года начальнику Службы государственной безопасности Азербайджанской Республики Али Нагиеву присвоено высшее воинское звание генерал-лейтенанта.
Распоряжением президента Азербайджанской Республики от 7 декабря 2020 года начальнику Службы государственной безопасности Азербайджанской Республики Али Нагиеву присвоено высшее воинское звание генерал-полковника.

## Награды
В период службы в органах безопасности Али Нагиев был удостоен ряда государственных наград и премий:
Указом Президента Азербайджанской Республики № 40 от 24 декабря 1998 года был награждён медалью «За боевые заслуги».
Указом Президента Азербайджанской Республики № 670 от 27 марта 2002 года за высокий профессионализм, мужество и отвагу Али Нагиев был награждён орденом «Азербайджанское знамя».
Указом Президента Азербайджанской Республики № 140 от 25 марта 2004 года был награждён медалью «За Родину».
Указом Президента Азербайджанской Республики  № 672 от 16 марта 2005 года был награждён медалью «За отвагу».
Распоряжением Президента Азербайджанской Республики]] № 514 от 28 сентября 2018 года Али Нагиев был награждён орденом «За службу Отечеству» 3-й степени.
Распоряжением Президента Азербайджанской Республики № 1952 от 27 марта 2020 года Али Нагиев был награждён орденом «За службу Отечеству» 1-й степени.
Распоряжением Президента Азербайджанской Республики от 9 декабря 2020 года за высокий профессионализм при управлении боевыми операциями во время освобождения территорий и восстановления территориальной целостности Азербайджанской Республики, а также за мужество и отвагу при несении военной службы был награждён орденом «Зафар».